# Вилонго
Вило̀нго (на италиански: Villongo; на ломбардски: Ilònch, Илонк) е градче и община в Северна Италия, провинция Бергамо, регион Ломбардия. Разположено е на 220 m надморска височина. Населението на общината е 8191 души (към 2017 г.).